# キンキラキン
「キンキラキン」は熊本県に伝わる民謡。熊本市を中心に座敷歌として広く唄われた。キンキラキン節とも。

## 解説
「キンキラキン」の起源は宝暦、明和の頃まで遡る。28歳で熊本藩藩主となった細川重賢は困窮した藩の財政を改善すべく、1753年（宝暦2年）より藩政改革（宝暦の改革）をはじめた。この宝暦の改革で行われた奢侈禁止令により領民たちは華美な服装が禁じられ、その取り締まりが行われた。「キンキラキン」とは金綺羅錦（錦綺羅錦）、すなわち絹などを用いた贅沢で華美な衣装を指す。この民謡はこれら取り締まりへの不満を風刺にうたったものであると伝えられる。
熊本県熊本市中央区本荘は、かつてこの藩政改革を主導した堀平太左衛門の屋敷があったことから「キンキラキン発祥地」と呼ばれる。

## 歌詞
詩形は七七七五。囃子言葉に登場するガネマサは「蟹正」であり、人物のあだな名である。「宝暦の改革」を主導した細川重賢の家老・堀平太左衛門がガニ股であったことからとする説もあるが、1972年に発行された『日本民謡辞典』（東京堂出版）では、堀が改革時の際に用いた政（まさ）という織物商が蟹が横っ飛びをするように活躍したことから、この織物商を「蟹政」とよんだと説明されている。
1節目では、節約を五月蠅く言われている侍の下げ緒が長いのはなぜか、なにか事あるときには襷として使うためだ、と皮肉が唄われる。通して熊本方言で唄われており「蟹」を「ガネ」としたり「～ばい」（だよの意）が多用され、2節目の「おれが稚児さんば」は「乃公（あれ）が稚児さんば」と唄われる場合もある。「こなさば」は方言の「こなす」（いじめる）の意。4節目については、かつてはこの唄そのものも禁止されたことから、このように唄われたと伝わる。